# دوروتیا دیکس
دوروتیا دیکس (انگلیسی: Dorothea Dix؛ ‏ ۴ آوریل ۱۸۰۲ – ۱۷ ژوئیهٔ ۱۸۸۷) وکیل مدافع و پرستار اهل ایالات متحده آمریکا بود. وی مدافع افراد فقیر و دچار جنون بود که از طریق یک فرایند لابی‌گری مُـجدانه و مداوم با قانون‌گذاران آمریکا، نخستین نسل از آسایشگاه‌های مجانین را پایه‌گذاری نمود. وی طی جنگ داخلی آمریکا، سرپرست پرستاران ارتش آمریکا بود.
نام وی در سال ۱۹۷۹ میلادی در فهرست تالار ملی مشاهیر زن قرار گرفت.